# 香港喜來登酒店

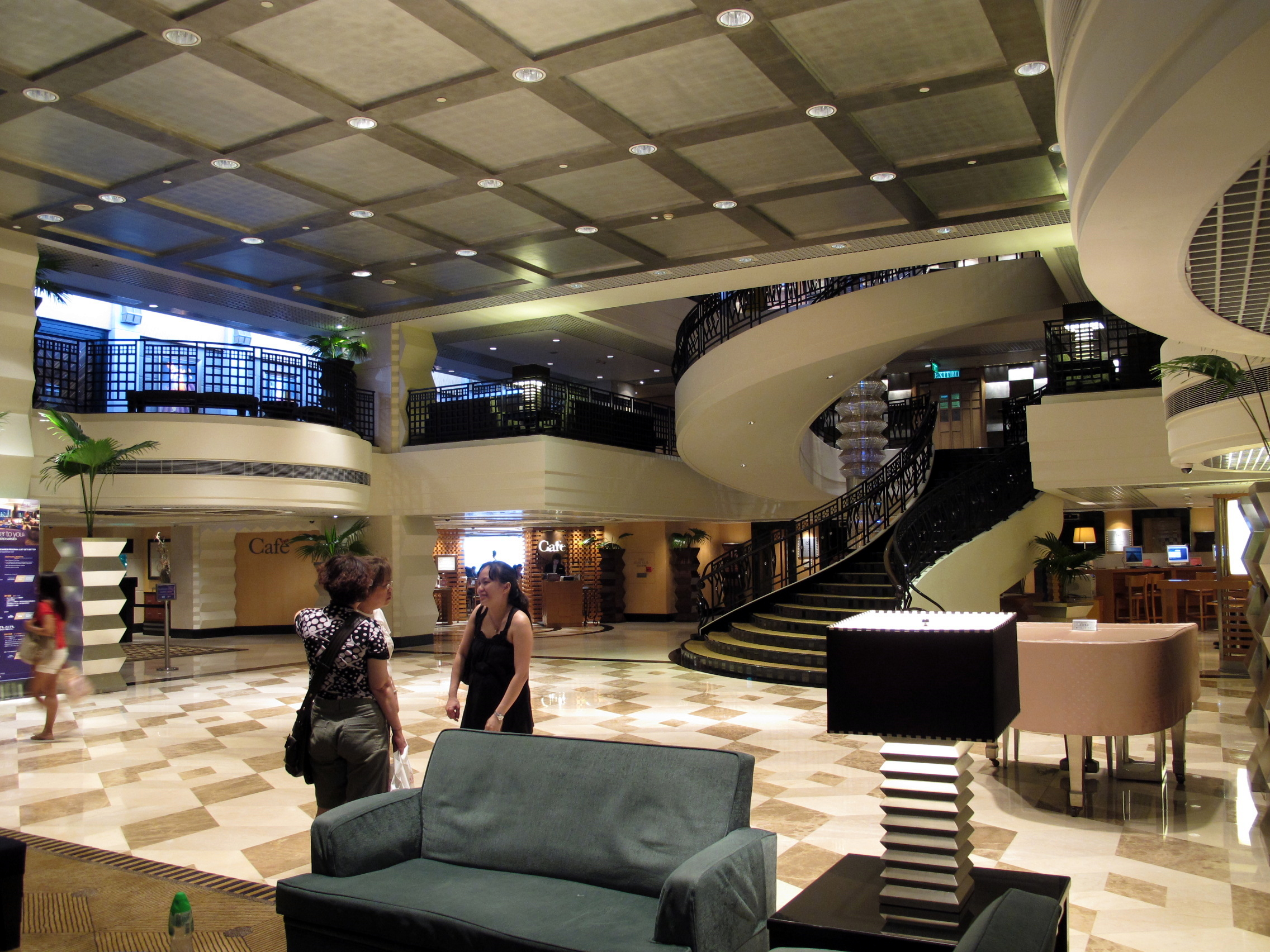
酒店大堂

香港喜來登酒店（英語：Sheraton Hong Kong Hotel & Towers）屬萬豪國際管理的甲級高價酒店，由王董建築師事務所設計，位於香港九龍尖沙咀彌敦道20號，樓高18層，共提供782間房間。附近是半島酒店、博物館、文娛中心、飲食及購物中心。酒店於1974年開幕，1980年代中及90年代曾進行翻新。酒店所在的土地是1900年代初因尖沙咀灣興建九廣鐵路而填海得來，空地曾用作停車場、舉辦工展會。
2000年代初期，香港喜來登酒店物業之部分客房曾撥以希爾頓酒店品牌經營。唯及後希爾頓酒店結束對此物業之管理，原有客房也再度撥歸喜來登酒店。

## 酒店設施
酒店設施包括商务中心以及佔地1,398平方米的宴会厅和14间多功能厅。酒店顶层設健身俱乐部，設施包括健身室、泳池、温水按摩池及水疗中心。

## 商場
香港崇光百貨在2014年於酒店商場開設分店，但已在2023年3月12日正式結業。

## 餐廳
- 咖啡廳
- 雲海日本料理
- Cake & Wine Shop
- Morton's of Chicago
- 大堂酒吧
- 天寶閣中菜廳
- 香港喜來登酒店餐廳
- 雪茄吧
- 視佳廊，Sky Lounge

## 圖片

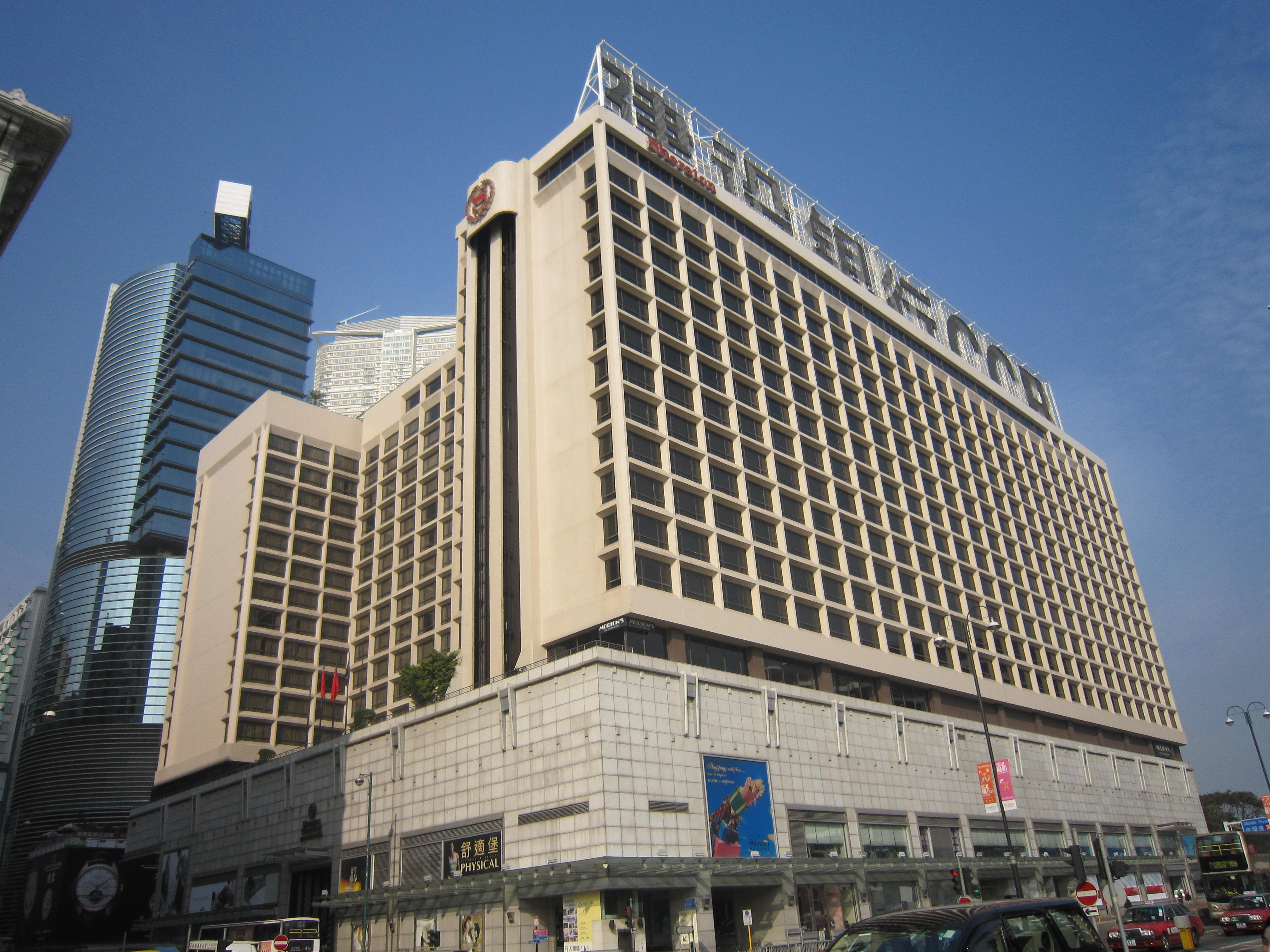
香港喜來登酒店（2011年）
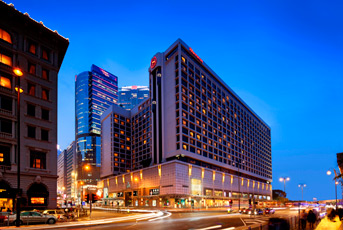
香港喜來登酒店夜景
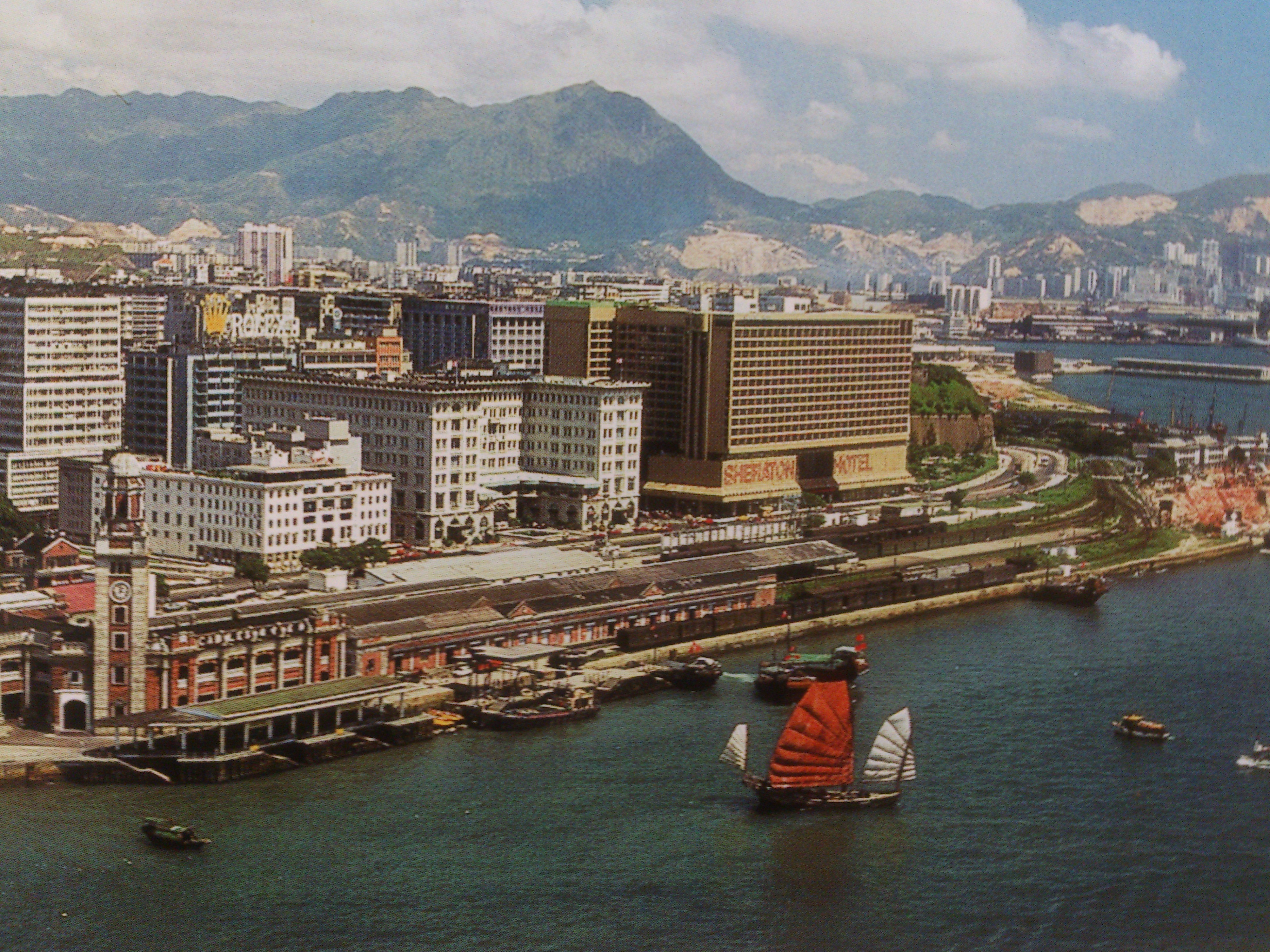
1970年代喜來登酒店於尖沙咀

## 外部連結
- 香港喜來登酒店 官方網頁 （页面存档备份，存于）